# Mohavea confertiflora
Mohavea confertiflora är en grobladsväxtart som först beskrevs av A. Dc., och fick sitt nu gällande namn av A. A. Heller. Mohavea confertiflora ingår i släktet Mohavea och familjen grobladsväxter. Inga underarter finns listade i Catalogue of Life.

## Bildgalleri

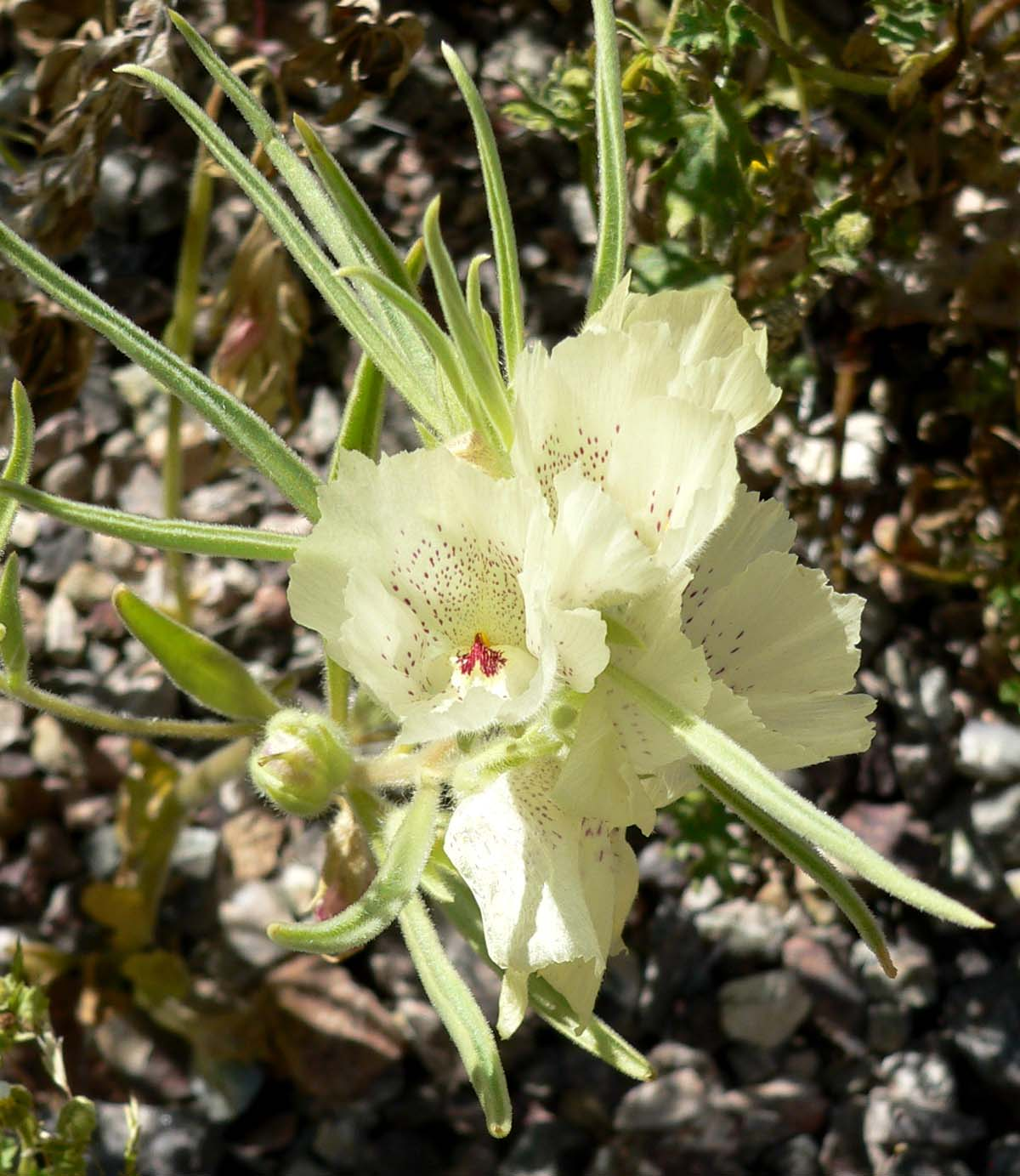
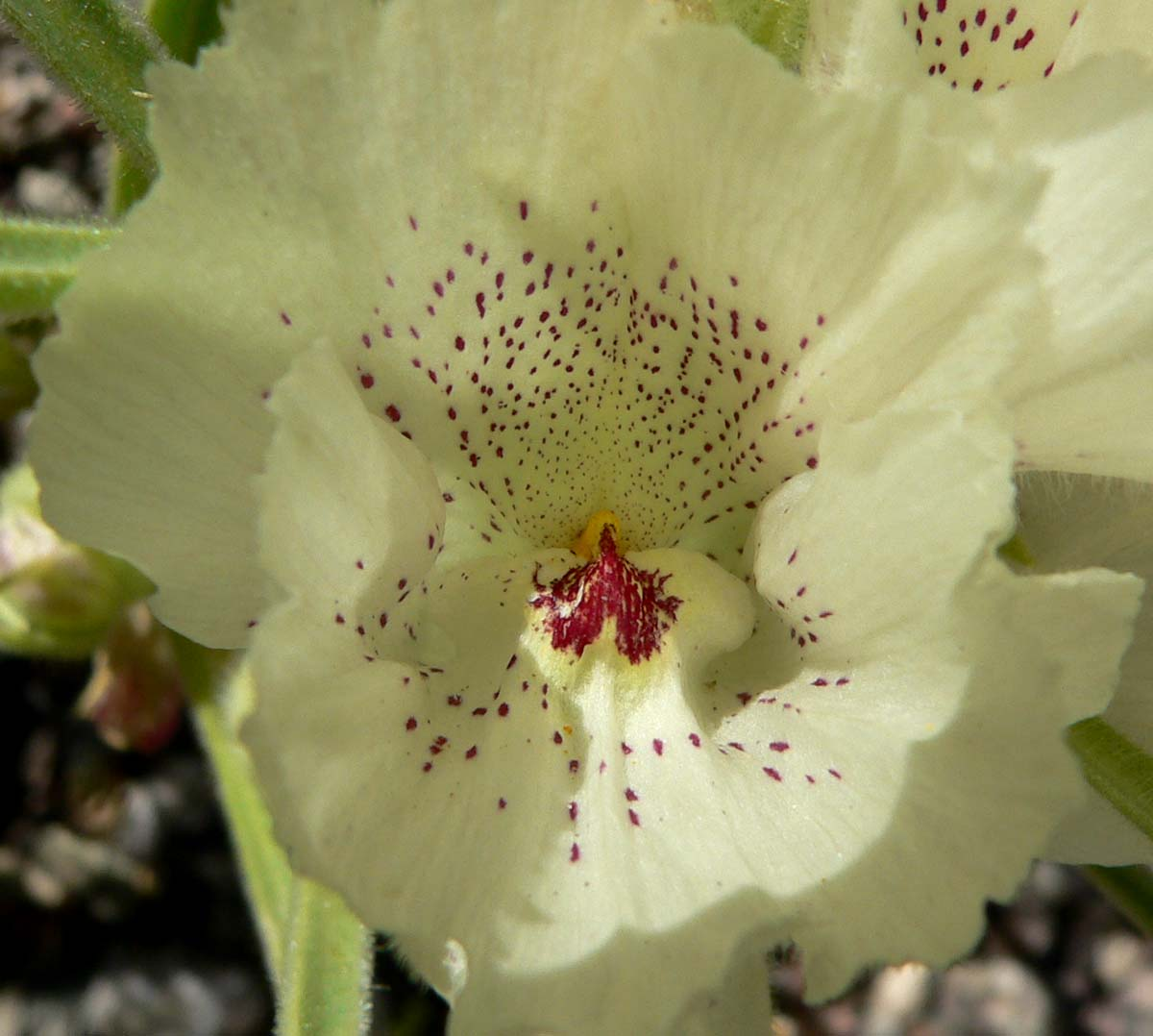
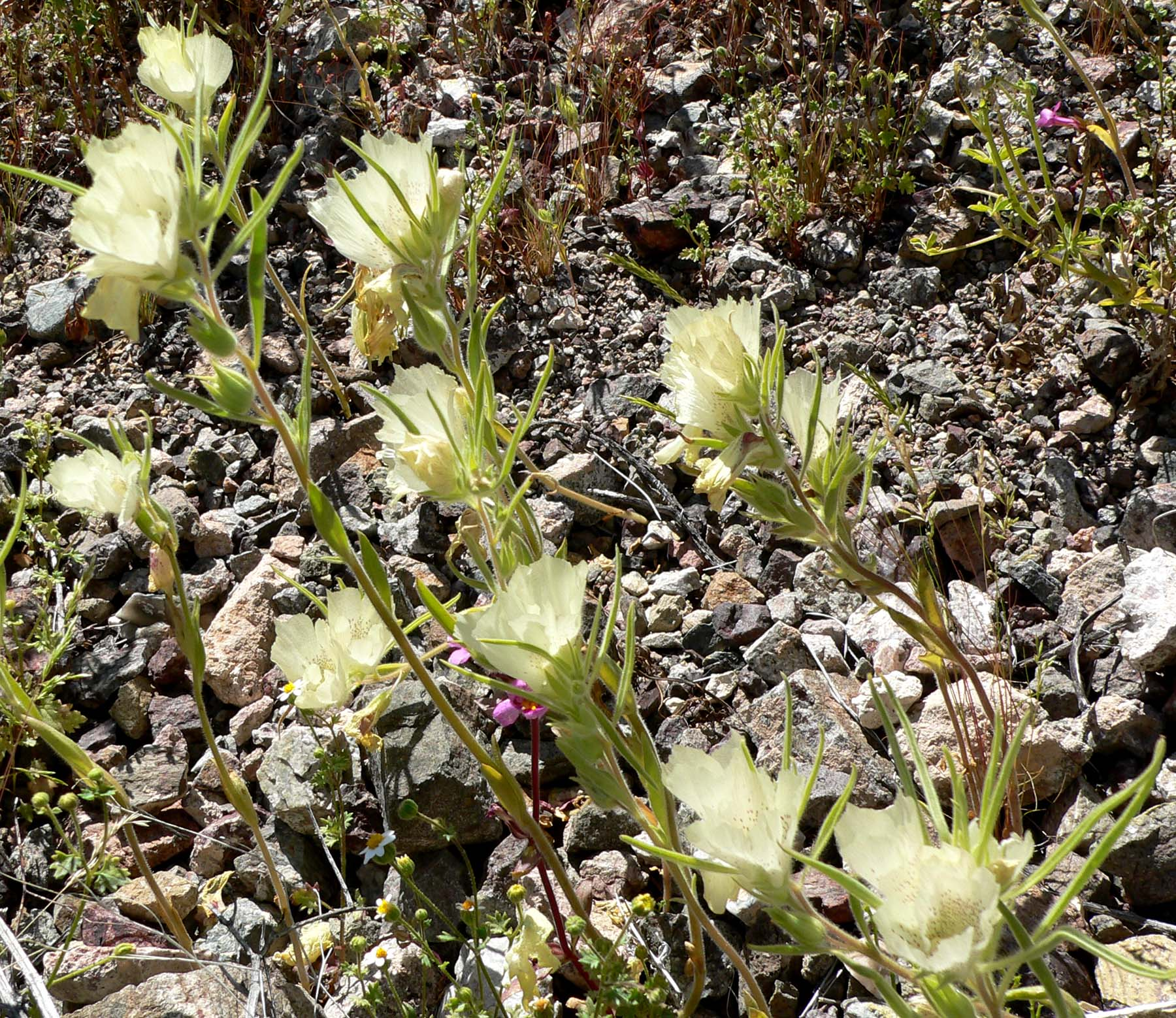